# RE Amemiya
 (avril 2010).
Si vous disposez d'ouvrages ou d'articles de référence ou si vous connaissez des sites web de qualité traitant du thème abordé ici, merci de compléter l'article en donnant les références utiles à sa vérifiabilité et en les liant à la section « Notes et références ».

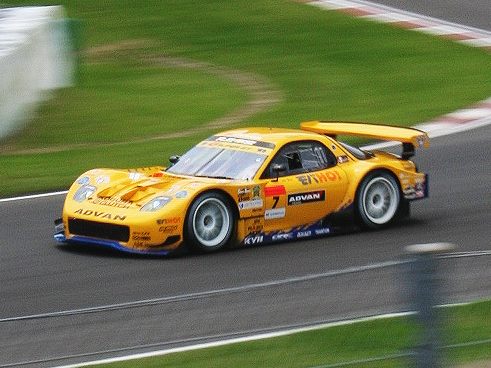
Super GT RE Amemiya RX-7

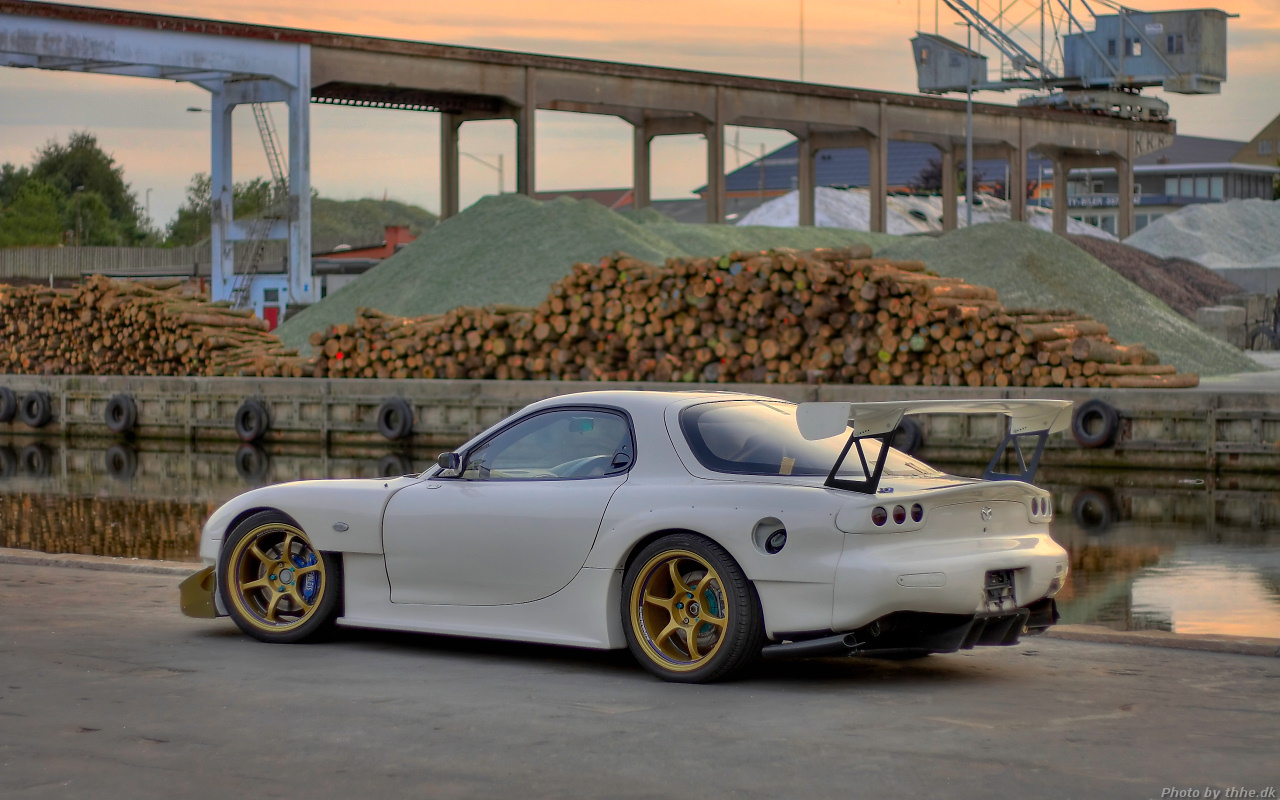
Mazda RX-7 RE Amemiya

RE.Amemiya Corporation (RE雨宮 en japonais) a été créée par Isami Amemiya en 1974 pour devenir la première société de tuning spécialisée dans les réglages des moteurs rotatifs Mazda. 
L'abréviation « RE » signifie « Rotary Engine ». 
La société est basée à Tomisato, Préfecture de Chiba au Japon. 
L'expérience acquise dans les sports automobiles profite directement aux nombreux amateurs de tuning que rassemble la marque[réf. nécessaire]. Sa série Greddy de voitures entièrement tunées et sa RX-7 Asparadrink 2004 du Super GT sont célèbres aussi au Japon[réf. nécessaire].

## Représentation en jeux vidéo
Trois RE Amemiya RX-7 sont présentes dans les jeux vidéo Gran Turismo 2, Gran Turismo 4, Gran Turismo PSP, Gran Turismo 5, Gran Turismo 6, Gran Turismo Sport et Gran Turismo 7 :
- une participante au D1GP, sobrement nommée Amemiya FD3S RX-7, dotée du birotor de 654 cm3 chacun, développant 372 chevaux pour 469,42 N m de couple, elle est également disponible dans Gran Turismo Sport (elle est jouable à partir de Gran Turismo 5) ;
- les 2 Aspradrink RX-7 de 2004 et 2006 du Super GT, développant 310 chevaux et 323,4 N m de couple grâce à son trirotor de même cylindrée (celle de 2004 est jouable à partir de Gran Turismo 4) ;
- la RE Amemiya Matsukiyo RX-7 JGTC, du championnat GT300 de 1999 (uniquement dans Gran Turismo 2).